# Auzouville-Auberbosc

Auzouville-Auberbosc este o comună în departamentul Seine-Maritime, Franța. În 1 ianuarie 2018 avea o populație de 301 de locuitori.